# Vialars
Vialars (en francès Vialas) és un municipi del departament francès del Losera, a la regió d'Occitània.